# Allacta confluens
Allacta confluens är en kackerlacksart som först beskrevs av Hanitsch 1925.  Allacta confluens ingår i släktet Allacta och familjen småkackerlackor. Inga underarter finns listade i Catalogue of Life.